# 杜奕衡
杜奕衡（1978年9月4日—），四川成都人，中国大陆男歌手、演员。代表作有电影《让子弹飞》、《智取威虎山》等。

## 生平
1998年，杜奕衡参加北京卫视“欢乐总动员”，以模仿刘德华成为全国模仿秀冠军。后在多部电影中担当刘德华替身。2010年后逐渐摆脱替身标签，出演《让子弹飞》、《智取威虎山》、《大军师司马懿》等影视作品。

## 外部連結
- 杜奕衡的新浪微博
- 杜奕衡在豆瓣上的资料（简体中文）
- 杜奕衡在互联网电影资料库（IMDb）上的資料（英文）